# Trachelyopterus albicrux
El bagre apretador de cruz blanca (Trachelyopterus albicrux) es una especie de pez de la familia Auchenipteridae en el orden de los Siluriformes.

## Morfología
• Los machos pueden llegar alcanzar los 23 cm de longitud total y pesar hasta 500 g. Arriba de la cabeza, adelante de la espina dorsal tiene una marca blanca con forma de cruz, de ahí su nombre

## Distribución geográfica
Se encuentran en América: Río de la Plata y Rio Paraná en la Argentina.